# La Légion noire
Ne doit pas être confondu avec Black Legion.
Pour plus de détails, voir Fiche technique et Distribution.
La Légion noire (titre original : Black Legion) est un film américain réalisé par Archie Mayo et Michael Curtiz (non crédité), sorti en 1937.

## Synopsis
Frank Taylor travaille dans une usine du Midwest et s'attend à recevoir une promotion mais lorsque celle-ci est attribué à Joe Dombrowski, un immigrant polonais, Taylor rejoint la Black Legion, une organisation secrète qui chasse les immigrants et les minorités raciales par des moyens violents. Vêtus de robes noires, Taylor et la Black Legion partent pour un raid aux flambeaux, chassant Dombrowski et sa famille de leur maison. 
Avec Dombrowski parti, Taylor reçoit finalement la promotion mais lorsque la direction de la Black Legion l'oblige à passer du temps à recruter de nouveaux membres, Taylor est rétrogradé au profit de son voisin irlandais, Mike Grogan. Cette nuit-là, la Black Legion attaque Grogan. Le collègue et ami de Taylor, Ed Jackson, qui est marié à la fille de Grogan, soupçonne Taylor d'être lié aux attaques contre les immigrants. Jackson fait part de ses inquiétudes à la femme de Taylor, Ruth, qui confronte son mari. Lorsqu'il lui répond avec violence, Ruth le quitte. Alors que ses activités et sa consommation d'alcool dans la Black Legion augmentent, Taylor perd son emploi et entame une relation avec Pearl Davis, une femme de mauvaise réputation. 
Voyant la vie de son ami se s'écrouler, Jackson essaie de ramener Taylor sur le droit chemin mais en vain. Un Taylor ivre raconte à Jackson sa vie secrète avec la violente Black Legion. Craignant que son lapsus n'incite Jackson à se rendre à la police, Taylor raconte à la direction de la Black Legion ce qui s'est passé. La direction ordonne à Taylor de capturer et d'exécuter Jackson. 
Contrairement aux autres victimes de la Black Legion, Jackson n'a pas peur et menace d'aller voir la police. Lorsque Jackson tente de s'échapper, Taylor panique et lui tire dessus. Taylor est arrêté pour le meurtre de Jackson. Ruth revient pour le procès de Taylor pour le soutenir. L'avocat de la Black Legion menace la femme et le fils de Taylor pour l'empêcher d'impliquer l'organisation haineuse, mais rempli de dégoût de soi, Taylor dit la vérité au tribunal. Tous les membres de la Black Legion sont condamnés à la prison à vie pour le meurtre de Jackson.

## Fiche technique
- Titre français : La Légion noire
- Titre original : Black Legion
- Réalisation : Archie Mayo, Michael Curtiz (non crédité)
- Scénario : Abem Finkel, William Wister Haines d'après une histoire de Robert Lord
- Photographie : George Barnes
- Montage : Owen Marks
- Musique : W. Franke Harling, Howard Jackson et Bernhard Kaun (non crédités)
- Direction artistique : Robert M. Haas
- Costumes : Milo Anderson
- Producteur : Robert Lord
- Producteurs exécutifs  Hal B. Wallis  et Jack L. Warner (non crédités)
- Société de production : Warner Bros. Pictures
- Société de distribution : Warner Bros. Pictures
- Pays de production :  États-Unis
- Langue : anglais américain
- Format : Noir et blanc — 35 mm — 1,37:1 — Son : Mono
- Genre : Film dramatique, Film noir
- Durée : 83 minutes
- Dates de sortie : 
  - États-Unis : 17 janvier 1937 (New York) / 30 janvier 1937 (sortie nationale)
  - France : 22 septembre 1937

## Distribution
- Humphrey Bogart : Frank Taylor
- Dick Foran : Ed Jackson
- Erin O'Brien-Moore : Ruth Taylor
- Ann Sheridan : Betty Grogan
- Helen Flint : Pearl Danvers
- Joe Sawyer : Cliff Summers
- Clifford Soubier : Mike Grogan
- Alonzo Price : Alf Hargrave
- Paul Harvey : Billings
- Dickie Jones : Buddy Taylor
- Samuel S. Hinds : Juge

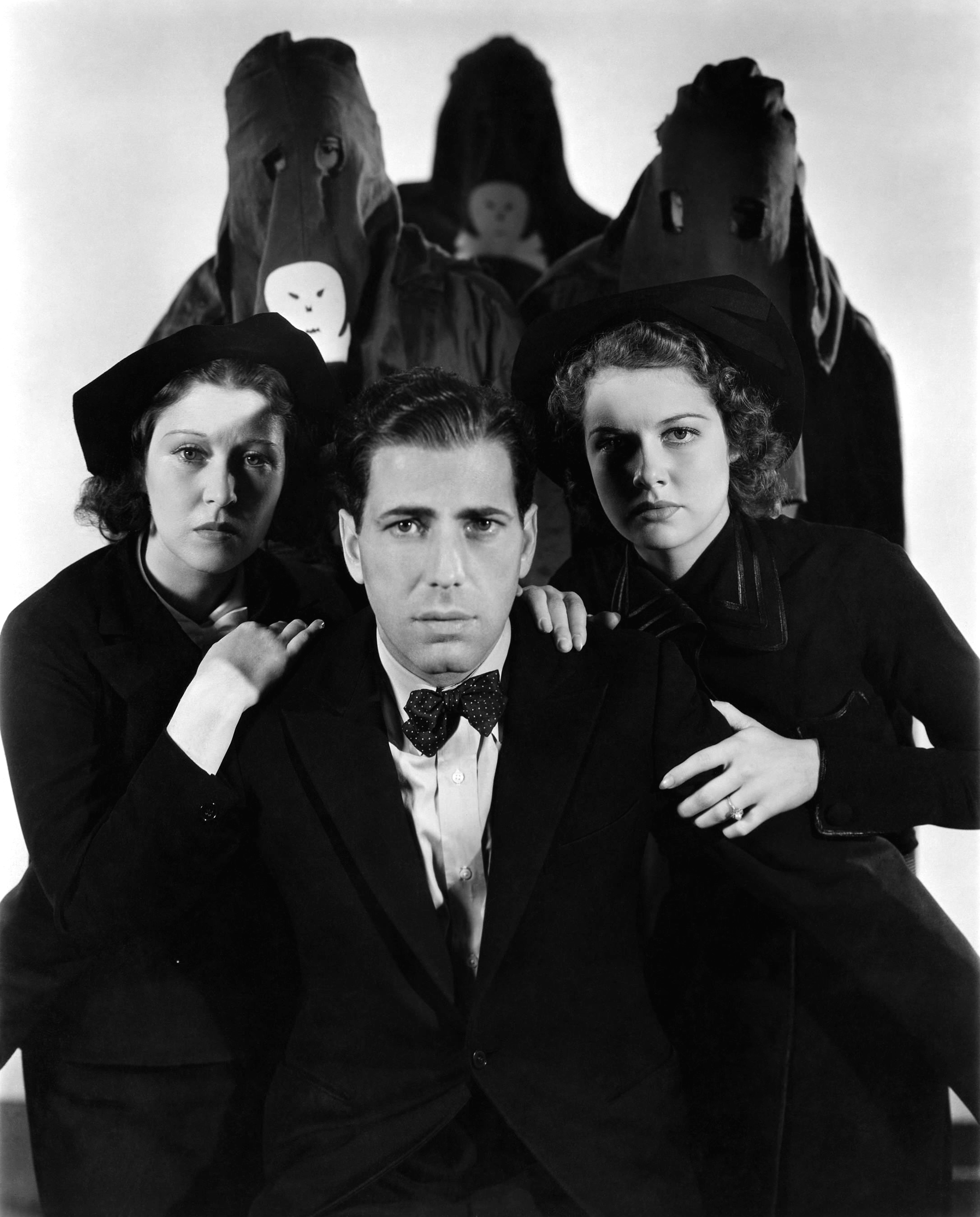
Erin O'Brien-Moore, Humphrey Bogart & Ann Sheridan (photo promotionnelle)

- Addison Richards : Procureur de la république
- Eddie Acuff : Metcalf
- Dorothy Vaughan : Mme Grogan
- John Litel : Tommy Smith
- Henry Brandon : Joe Dombrowski
- Charles Halton : Osgood
- Pat C. Flick : Nick Strumpas
- Francis Sayles : Charlie
- Paul Stanton : Barham
- Harry Hayden : Jones
- Egon Brecher : Vieux Dombrowski
- Robert Barrat : Brown
- Robert Homans : Policier à moto

## Autour du film
- À sa sortie, le film fut interdit aux États-Unis pendant quelques mois, mais aussi un an et demi en France. Il avait été censuré pour sa violence[réf. souhaitée].